# Chloridops
Chloridops es un género extinto de pájaros. Se le conocen tres especies: dos en la Gran Isla de Hawái y una en las inhabitadas Kauai, Oahu y Maui.

## Especies
Este género contenía las siguientes especies:
- Chloridops kona - extinto (1894)
- Chloridops wahi - prehistórico
- Chloridops regiskongi - prehistórico